# عبد الكريم الفيلالي
عبد الكريم الفيلالي (توفي 30 سبتمبر 2013، الرباط) مؤرخ مغربي. يعتبر أول نائب برلماني مستقل، وأول من طالب بإقرار قانون للمحاسبة، الذي اشتهر لاحقا بـ«من أين لك هذا»، كما عُرف بغزارة إنتاجه حيث كتب العديد من المؤلفات، أبرزها كتاب «تاريخ المغرب المفترى عليه»، والكتاب الضخم «التاريخ السياسي للمغرب الكبير»، والمكون من اثني عشر مجلدا.
ينحدر من منطقة تافيلالت (إقليم الرشيدية) وكان من الذين اعتنى بهم الملك محمد الخامس، وظل إلى جانبه في معركة التحرير. وكُلف بمهمة التنسيق بينه وبين الحركة الوطنية في مصر. وبعد استقلال المغرب كلفه بمهمة التوثيق بالقصر الملكي. كما عيّنه الملك الحسن الثاني مستشارًا له.
وعُرف بأنه كان شديد اللهجة على العديد من الشخصيات السياسية خاصة التي كانت مقربة من الملك الحسن الثاني، ومنهم بعض مستشاريه المقربين. وانعزل المؤرخ الفيلالي في أواخر حياته عن السياسية لغضبه من المشهد السياسي بالبلاد، ليتفرغ للتأليف في تاريخ المغرب، وأيضا لحياته الأسرية وأنشطته الفلاحية. بعدها أثار جدلا كبيرا عندما طالب بالتحقيق في ظروف وفاة محمد الخامس، كما لم يتردد في اتهام حزب الاستقلال بخيانة المغاربة خلال مفاوضات الاستقلال.